# Kovács Imre (politikus)
Kovács Imre (Alcsút, 1913. március 10. – New York, 1980. október 27.) magyar politikus, a két világháború közti népi mozgalom kiemelkedő alakja, népi író, később parasztpárti politikus, aki a Magyar Kommunista Párt (MKP) hatalomátvétele előtt emigrált.
Ellenezte a Parasztpárt Erdei Ferenc vezette szárnyának közeledését a kommunistákhoz, ki is lépett a pártból. Külföldre menekülésekor arra számított, hogy négy-öt év múlva normalizálódik a magyar belpolitikai helyzet és visszatérhet, de erre nem került sor.

## Családja
Apja, Kovács Imre gyomai kálvinista szabad parasztok leszármazottja, gazdasági szakiskolát végzett, ifjú korában József főherceg ezredírnoka volt, majd a főhercegi uradalom kulcsár-elöljárója, fiatalon elhunyt. Anyja, Kék Karolina Mária bognármester lánya volt az uradalomban. Miután 1922-ben megözvegyült, műtősnő lett. Testvérei közül az 1914-ben született Endre vámkezelő, a két évvel fiatalabb László könyvelő lett.
Kovács Imre háromszor házasodott, első feleségétől, Földes Ilonától 1952-ben vált el, 1953-ban az Egyesült Államokban Rita Deborah Labenow egyetemi hallgatót vette el, de 1963-ban elváltak. Egy közös gyermekük volt, Andrea, aki fotóművész lett. Harmadik házasságát a Georgia állambeli Campbell család lányával, Edna Campbellel (Mitsy) kötötte, aki halála után is egykori közös New York-i lakásukban élt Edna C. Kovacs néven.

## Élete

### Tanulmányai
Pusztai iskolában kezdte az elemi iskolát. Amikor édesapja meghalt, anyai nagyanyja vette magához, de tizenegy éves korától a Protestáns Országos Árvaházban élt Budapesten, a Szegényház téren. Először a Rottenbiller utcai reáliskolába járt, de nem szerette. 1927-től a Toldy Ferenc Főreáliskolába iratkozott át különbözeti vizsga után. Jól tanult.
1929-ben a Pro Christo Diákszövetség Hársfa utcai internátusába költözött (itt főleg protestáns középosztálybeli diákok laktak). Másokkal együtt öregcserkész csapatot alapított és falukutató táborba utaztak Kemsére. Anyagot gyűjtöttek az ormánsági egyke jelenségről, a kutatás összegzése volt az Elsüllyedt falu a Dunántúlon című szociográfia.
Vidéki indíttatása, a paraszti gazdálkodás iránti érdeklődés vezette, amikor 1933-ban beiratkozott a Magyar Királyi József Műegyetem közgazdasági karára. Az egyetemen ifjúsági egyesületi vitákat szervezett, ahol a kisbirtokon folytatott termelés jövedelmezőségét igyekezett bebizonyítani.
Diplomát nem szerezhetett, mert Néma forradalom címmel szociográfiát írt az egészségtelen magyar földbirtokszerkezetről és a paraszti elégedetlenségről. A könyv harmadik kiadását elkobozták, őt magát "nemzetgyalázás és izgatás" vádjával bíróság elé állították és 1937. október 15-én három hónapi börtönbüntetésre ítélték. Ekkor lépett az újságírói pályára.

### Politikai és irodalmi pályája
A második világháború alatt részt vett az ellenállási mozgalombann, a Magyar Front Intéző Bizottságának parasztpárti képviselőjeként.

### Emigrációban
Kovács Imre 1947. február 25-én a kisgazdapárti Kovács Béla letartóztatásának napján lemondott a Nemzeti Parasztpárt elnökhelyettesi posztjáról és kilépett a pártból. Augusztusban egy ellenzéki párt listájáról még bekerült a nemzetgyűlésbe, de miután Nagy Ferenc nyári lemondatása után rendszeressé váltak a nem a kommunistákhoz húzó politikusok elleni retorziók, a letartóztatást megelőzendő Svájcba emigrált.
1949-ben az Egyesült Államokban telepedett le, ahol a Szabad Európa Rádiót is működtető, a CIA által támogatott Szabad Európa Bizottságban kapott munkát, az úgynevezett kutató osztályra került. Kisebb-nagyobb megszakításokkal 1963-ig itt dolgozott. Az 1950-es évek elején ő írta, szerkesztette az amerikai léggömb-propaganda keretében Magyarországra juttatott röplapokat. Tagja volt a magyar emigráció legfontosabb szervezeteinek, a Magyar Nemzeti Bizottságnak, majd 1957-től a Magyar Bizottságnak is. Több folyóiratot szerkesztett és rendszeresen jelentek meg publikációi az emigráns lapokban. Szerkesztőbizottsági tagja volt 1957 és 1958 között a Látóhatárnak, 1958 és 1971 között pedig főmunkatársa az Új Látóhatárnak.
Sok híve követte őt emigrálása után, mint Borbándi Gyula, a parasztpárti nagy-budapesti intézőbizottság tagja, Borsos Sándor, Mikita István és Pap István képviselők, Gál Mihály Pest vidéki titkár, Molnár József nagy-budapesti főtitkára és Sz. Szabó Pál volt népjóléti államtitkár.
A parasztpártiak és Nagy Ferenc körének próbálkozása egységes magyar emigráns parasztszervezet létrehozására a Kovács és Nagy Ferenc koncepciója közti különbség miatt kudarcot vallott. 

## Önállóan megjelent művei
- A néma forradalom (Bp.1937) Cserépfalvi, 262 oldal; (Bp., 1947) Misztótfalusi. 151. oldal; (Bp., 1989) Cserépfalvi-Gondolat-Tevan. 141 oldal
- A kivándorlás (Bp., 1938) Cserépfalvi. 199 oldal Szolgálat és írás könyvei.
- Kolontó. Regény (Bp., 1939) Cserépfalvi. 256 oldal
- Szovjetoroszország agrárpolitikája (Bp., 1940) Cserépfalvi. 118 oldal
- A parasztéletforma csődje (Bp., 1940) Bolyai Akadémia. 213 oldal
- Magyar feudalizmus – magyar parasztság (Bp., 1943) Cserépfalvi. 142 oldal; Magyar feudalizmus magyar parasztság (Bp., 1945) Cserépfalvi az első Szabad Magyar Könyvnapra. 147 oldal
- Elsüllyedt ország (Bp., 1945) Cserépfalvi. 254 oldal
- Agrárpolitikai feladatok (Bp., 1947) Misztótfalusi. 64 oldal + 2 t.
- Im Schatten der Sowjets (Übertrage: Georg Wanderer. III. Peter d’ Aldor) (Zürich 1948) Thomas Verlag. 298 oldal
- D’une occupation á l’autre (La Tragedia Hongroise) (Im Schatten der Sowjets) Trad. Par René Jouan (Paris, 1949) Calman-Lévy. 297 oldal
- The Hungarian People’s Republic (New York, 1950) National Comitee for a Free Europe. Research and Information Center Hungarian Unit. 19 oldal
- Short Biographical Studies of the Chairman, Deputy-Chairman and Secretary of the Hungarian People’s Republic (New York, 1951) National Comitee for a Free Europe. Research and Information Center Hungarian Section. 14 oldal
- The Ninety and Nine (Novel) Trans: by C. Aylmar (New York, 1955) Frank-Wagnalis. 343 oldal
- Le Novantanove (The ninety and nine) Romanzo (Trad.: di Franca Zambonini (Roma, 1956) Edizione Paoline. 416 oldal
- Facts about Hungary. Compoled and edited by Imre Kovács (New York, 1958) Hungarian Comitee. 280 oldal
- Facts about Hungary. Edited by Imre Kovács. Revised edition (New York, 1959) Hungarian Comitee. 315 oldal
- Hungarian Populism – Rond to Revolution (New York, 1960) Assoc. Of Hungarian Students in North America. 7 oldal
- An Inquiry into Agrarian Problems of Latin-America (New York, 1962) International Center for Social Research. 64 oldal
- Una encuesta sobre los problemas agrarios de America Latina (New York, 1963) Centro Internacional de Investigaciones Sociales. 61 oldal
- Facts about Hungary. The Fight for Freedom. Edited by Imre Kovács (New York, 1966. The Hungarian Comitee. 382 oldal
- Magyarország megszállása (Toronto, 1979) Vörösváry. 399 oldal
- A néma forradalom; sajtó alá rend., dokumentumvál., utószó Erdész Ádám; Cserépfalvi–Gondolat–Tevan, Bp., 1989 (Magyarságismeret)
- Magyarország megszállása; szöveggond. Simkó Mária; Katalizátor Iroda Kft., Bp., 1990. 360 oldal
- A Márciusi Front. Tanúk – Korukról. Magyar öregdiák Szövetség Bessenyei György Kör. New Brunswick. New Jersey, 1980) 96 oldal
- Népiség, radikalizmus, demokrácia. Publicisztikai írások. Válogatta: Valuch Tibor (Bp., 1992) Gondolat–Nyilvánosság klub–Századvég. Ars scribendi sorozat. 373 oldal
- "Az utolsó szó jogán". 1951–1953; ill.a szerző; Alterra, Bp., 1996 (Pro memória könyvek)
- Válogatott tanulmányok. 1935–1947. Válogatta: Szabó A. Ferenc (Bp., 2003) Magyar Napló kiadó. 436 oldal
- Virtuális Magyarország. Politikai írások 1948-1980. Válogatta: Szabó A. Ferenc (Bp., 2005) Magyar Napló kiadó. 279 oldal
- Breviárium; ZMNE, Bp., 2010
- Egy homo politicus itthon, Európában és Amerikában. Kovács Imre élete és munkássága; vál., szerk., tan. jegyz. Molnár M. Eszter; Hét Krajcár, Bp., 2010. 500 oldal
- Kovács Imre válogatott írásai. Válogatta: Szabó A. Ferenc (Bp., 2011) Magyar Napló kiadó. A magyar irodalom zsebkönyvtára sorozat. 296 oldal
- Egy hétpróbás falukutató. Kovács Imre író-politikus falukutató munkássága itthon, Európában, Amerikában és Ázsiában megjelent írásai alapján; vál., szerk., tan., jegyz. Molnár M. Eszter; Kovács Imre Társaság–PC Magister Alapítvány, Bp., 2013
- Hosszú, forró nyár Amerikában. Válogatás Kovács Imre írásaiból és levelezéséből; szerk. Kovács András; PC Magister Alapítvány, Bp., 2014
- Magyarország és a magyarok. Történelmi reflexiók Kovács Imrétől; Barangoló, Pilisszentkereszt, 2017

## Tanulmányok
- A demokrácia útja Magyarországon (Tanulmány a Válasz folyóiratban, 1946. november)